# Masaaki Tsukada
Masaaki Tsukada (塚田 正昭?, Tsukada Masaaki; Kawasaki, 16 dicembre 1938 – Kawasaki, 27 gennaio 2014) è stato un attore e doppiatore giapponese.
Ha lavorato per la Mouse Promotion. Anche la moglie, Masako Nozawa, è una doppiatrice ed è famosa principalmente per il ruolo di Goku nelle tre serie di Dragon Ball.

## Doppiaggio
- Black Lagoon come Chief Watsup
- Bleach come Shigekuni Genryūsai Yamamoto
- Crusher Joe come Barney
- Fullmetal Alchemist come Generale Grumman
- Higurashi no Naku Koro ni come Kiichirō Kimiyoshi
- Hikaru no go come Ooijer
- Kaze no Yojimbo come Cafe TOMBO manager
- L'irresponsabile capitano Tylor come Wang
- Monster come Farobeck e Hors
- One Piece come Toto
- One Piece - Un'amicizia oltre i confini del mare come Toto
- Rekka no Honō come Elder
- Samurai Champloo come Rōkishi
- TUGS come O.J.
- Zatch Bell! come Alvin
- Lady Oscar come Colonnello D'Agout
- Georgie come il come il conte Gerald